# Eugenia minuscula
Eugenia minuscula är en myrtenväxtart som beskrevs av Mcvaugh. Eugenia minuscula ingår i släktet Eugenia och familjen myrtenväxter. Inga underarter finns listade i Catalogue of Life.